# 金丸平三郎
金丸 平三郎 （かねまる へいざぶろう、生没年不詳）は戦国時代の武田氏の家臣。「昌直」の諱は『甲斐国志』によるが、確実な史料からは確認されない。通称は平三郎。別名が正直、正猶とも。金丸筑前守（虎義）の長男。

## 生涯
金丸筑前守（虎義）の長男で、弟に土屋昌続、秋山昌詮、金丸定光、土屋昌恒、金丸正直、秋山親久がいる。『甲斐国志』では子息に土屋定政（讃岐守、西雲）、土屋正成（右衛門尉）、甘利信忠室となった娘がいたという。
武田信玄に奥近習として仕え、横目役を務めた。『甲陽軍鑑』によれば、永禄3年（1560年）に武田信廉の被官である落合彦助が奉行に暴言を吐いたためそれを報告し、それが元で落合の母は牢に入れられ、そのまま獄死した。それが落合の恨みを買い、落合に殺害されたという。史料上からもこれ以降の活動が確認されない。『甲斐国志』では生没年を天文9年（1540年） - 永禄3年（1560年）3月としているが、一次史料と齟齬をきたすことが指摘される。

## その他
兄弟に 父：金丸筑前守(虎義)の六男、金丸正直(? - 元和5年（1619年）)がいる。